# فيديريكو ويلدي
فيديريكو ويلدي (بالإسبانية: Federico Wilde)‏ (1909 - تاريخ الوفاة غير معلوم) لاعب كرة قدم أرجنتيني راحل كان يجيد اللعب في خط الهجوم.
لعب طوال مسيرته الرياضية في نادي يونيون.
شارك مع منتخب الأرجنتين في بطولة كأس العالم 1934 في إيطاليا حيث خرج من الدور الثمن النهائي.

## وصلات خارجية
- فيديريكو ويلدي على موقع الاتحاد الدولي (مؤرشف)  (الإنجليزية)
- فيديريكو ويلدي على موقع قاعدة بيانات كرة القدم.إي يو (الإنجليزية)
- فيديريكو ويلدي على موقع ناشيونال فوتبول تيمز (الإنجليزية)
- فيديريكو ويلدي على موقع Soccerway.com (الإنجليزية)
- فيديريكو ويلدي على موقع عالم كرة القدم.نت (الإنجليزية)
- هذا سيرة ذاتية